# Елизавета Люксембургская (1901—1950)
Принцесса Елизавета Люксембургская (Елизавета Мария Вильгельмина; 7 марта 1901, Люксембург — 2 августа 1950, замок Гогенбург, Бавария) — люксембургская принцесса, дочь Вильгельма IV, великого герцога Люксембургского и его жены Марии Анны Португальской, в браке принцесса Турн-и-Таксис, супруга принца Людвига Филиппа.

## Биография

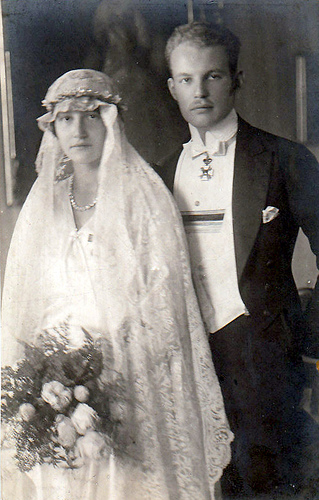
Принцесса Елизавета с супругом день свадьбы.

Родилась 7 марта 1901 года в семье великого герцога Люксембургского Вильгельма IV и его супруги португальской инфанты Марии Анны. По матери внучка свергнутого короля Португалии Мигеля I и его супруги Аделаиды.
В детстве была близка со своей младшей сестрой Софией. Всего в семье было шесть детей, все девочки. Елизавета была пятой.
14 ноября 1922 года принцесса вышла замуж за своего ровесника принца Людвига Филиппа Турн-и-Таксиса в замке Хоэнбург. В семье родилось двое детей:
- Ансельм (1924—1944) — погиб во Второй мировой войне.
- Инига (1925—2008) — жена Эбергарда Урахского, имели пятерых детей.

Умер принц 22 апреля 1932 года в замке Нидерайбах. Сама принцесса скончалась после автомобильной катастрофы 2 августа 1950 года.

## Титулы
- 7 марта 1901 — 14 ноября 1922: Её Светлость Принцесса Елизавета Люксембургская и Нассауская
- 14 ноября 1922 — 2 августа 1950: Её Светлость Принцесса Елизавета Люксембургская, Нассауская и Турн-и-Таксис